# Пелешко Олександр Петрович
Олекса́ндр Петро́вич Пеле́шко (нар. 1 лютого 1956, м. Тульчин, Вінницька область) — український художник і педагог. Член Національної спілки художників України (2017).

## Біографія
Народився 1 лютого 1956 року в м. Тульчин Тульчинського району Вінницької області. Закінчив Львівський поліграфічний інститут імені Івана Федорова (1992). Викладачі: А. Попов, С. Іванов, М. Таранов.

Після закінчення вишу працював за фахом у рідному місті, в Ямполі і Вінниці. Від 2012 року — викладач архітектури, графіки, малюнку й композиції у Вінницькому коледжі будівництва й архітектури КНУБА.

Чоловік письменниці Лариси Сичко.

## Творчість
Живописець, графік. Творчу діяльність розпочав 1986 року. Працює в техніках акварелі, олійного живопису, енкаустики та сграфіто. Творить сюжетні картини історичної тематики, станкову і книжкову графіку, пейзажі, натюрморти.

Основні твори: «Ой діброво, темний гаю» (1991), серія графічних робіт "Гортаючи сторінки «Кобзаря» за творами Т. Г. Шевченка (від 1991), «Катерина» (2014), «Журавлі» (2016), диптих «Блокпост»(2016), акварелі «Вечірній трамвай» (2016), «Над застиглою рікою» (2016), «Золотаве надвечір'я» (2016), «У Абазівськім осіннім саду» (2017), «Козак Мамай — вітер гуляй» (2019), паркова скульптура «Джерело» в м. Сороки (Молдова, 2004).

Оформив краєзнавчий музей та музей образотворчого мистецтва в м. Ямпіль (1980). Проілюстрував дитячу книжку «Різдвяна ніч» Х. Білоус (1992), художньо-публіцистичну книгу «О земле… О людях… О войне» В. Кізки (1995), дитячі оповідання «Таємничий подарунок» (2008) та «Невигадані історії мого дитинства» (2016), повість «В'яр» (ч. 1–2, 2019–22) Л. Сичко, книгу для дітей «Мій фантастичний вітерець» Т. Кобця (2017), історичну повість «Облога Буші» М. Старицького (2017).

|                                 | Оригінальність і чарівність акварелі в його творах, зокрема у великому циклі пейзажів, досягається тонкими й чистими колористичними поєднаннями, сміливими та влучними акцентами-спалахами звучного кольору. Композиції графічних робіт шевченківської тематики та народних обрядів поєднують елементи народної вишивки, килимарства, різьблення. Картини, створені в техніці енкаустики, відкривають широкі можливості передачі кольору, яскравості, насиченості фарб. |
| — Енциклопедія сучасної України | |

Від 1991 року є учасником десятків обласних, всеукраїнських, міжнародних мистецьких виставок. Майже щороку у нього відбуваються персональні виставки. Твори зберігаються у Вінницькому краєзнавчому музеї, Вінницькому літературно-меморіальному музеї М. Коцюбинського, Вінницькому обласному центрі народної творчості, Державному історико-культурному заповіднику «Буша», Музеї історії м. Кам'янське (Дніпропетровська область), замку Паланок у м. Мукачеве (Закарпатська область), Ямпільському музеї образотворчого мистецтва.

Член Національної спілки майстрів народного мистецтва України (2005), Національної спілки художників України (2017).

## Відзнаки
- Всеукраїнський конкурс «Вчитель року» (ІІІ місце, 2007);[4]
- Всеукраїнська літературно-мистецька премія імені Євгена Гуцала (2022);[5]
- Премія імені Михайла Дерегуса (дипломант, 2023).[6]